# Lorenz Levin Salomon Fürst
Lorenz Levin Salomon Fürst (* 1763 in Altona; † 1849 wohl in St. Georg) war ein Kaufmann, Inhaber eines Handelshauses in Hamburg und Kläger für Menschenrechte vor dem Reichskammergericht.

## Laufbahn und Leben

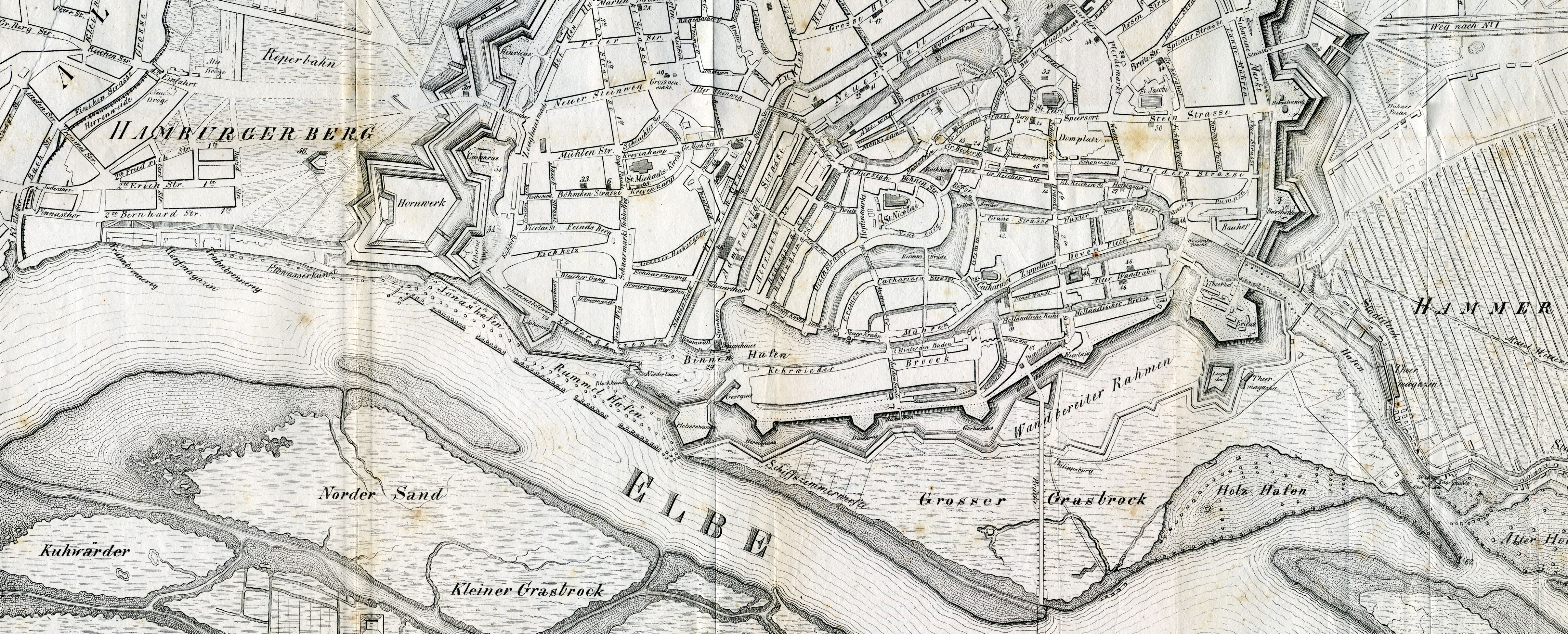
Hamburger Hafen 1813

Levin Salomon Fürst (später: Lorenz Fürst) entstammte einer aschkenasischen Familie aus der Altonaer jüdischen Gemeinde und war mit hoher Wahrscheinlichkeit ein Nachfahre des Chajim Fürst. Sein Vater war jedoch verarmt und schon früh verstorben. So eignete Levin Salomon Fürst sich wohl durch Erfahrung in der täglichen Praxis sein kaufmännisches Wissen und gute Fremdsprachenkenntnisse an. Er arbeitete zunächst als Dolmetscher und Übersetzer in Schiffs- und Handelsgeschäften am Hafen und wohnte in Stubbenhuk. Bald avancierte er selbst zum Kaufmann, heiratete 1791 seine erste Ehefrau Rose und leitete im gleichen Jahr sein eigenes Unternehmen in einem von Jochim Kellinghusen, dem Sohn eines wohlhabenden Oberalten aus Eppendorf, zunächst für zwei Jahre angemieteten Wohn- und Geschäftshaus am Schaarmarkt 75 in der Hamburger Neustadt (Portugiesenviertel, St. Pauli, nahe Altona). So gründete er das sehr erfolgreiche Handelshaus, das anfangs unter dem Namen Fürst et Comp. firmierte. Dieses wurde nach Eintritt des vormaligen Angestellten Martin Joseph Haller als Teilhaber etwa 1806 vorübergehend zur Handelsfirma Fürst Haller & Co., firmierte später aber wieder als L. Fürst & Co. und bestand in dieser Form wohl noch über Fürsts Tod hinaus, möglicherweise von Nachkommen weitergeführt, in den Jahren 1864 bis 1882.

## Rolle in der Emanzipationsphase jüdischer Bürger in Deutschland
Im Zeitalter der Französischen Revolution gab es viele emanzipatorische Ansätze, um volle Gleichberechtigung vor dem Hintergrund der zeitüblichen christlichen Überheblichkeit und der häufig durch Diskriminierungen erzwungenen Assimilation (bürgerliche Verbesserung der Juden) zu erstreiten. Fürst nahm hier eine exemplarische Rolle ein, da er zahlreiche Prozesse, teilweise konsequent bis in die letzte gerichtliche Instanz hinein, führte.

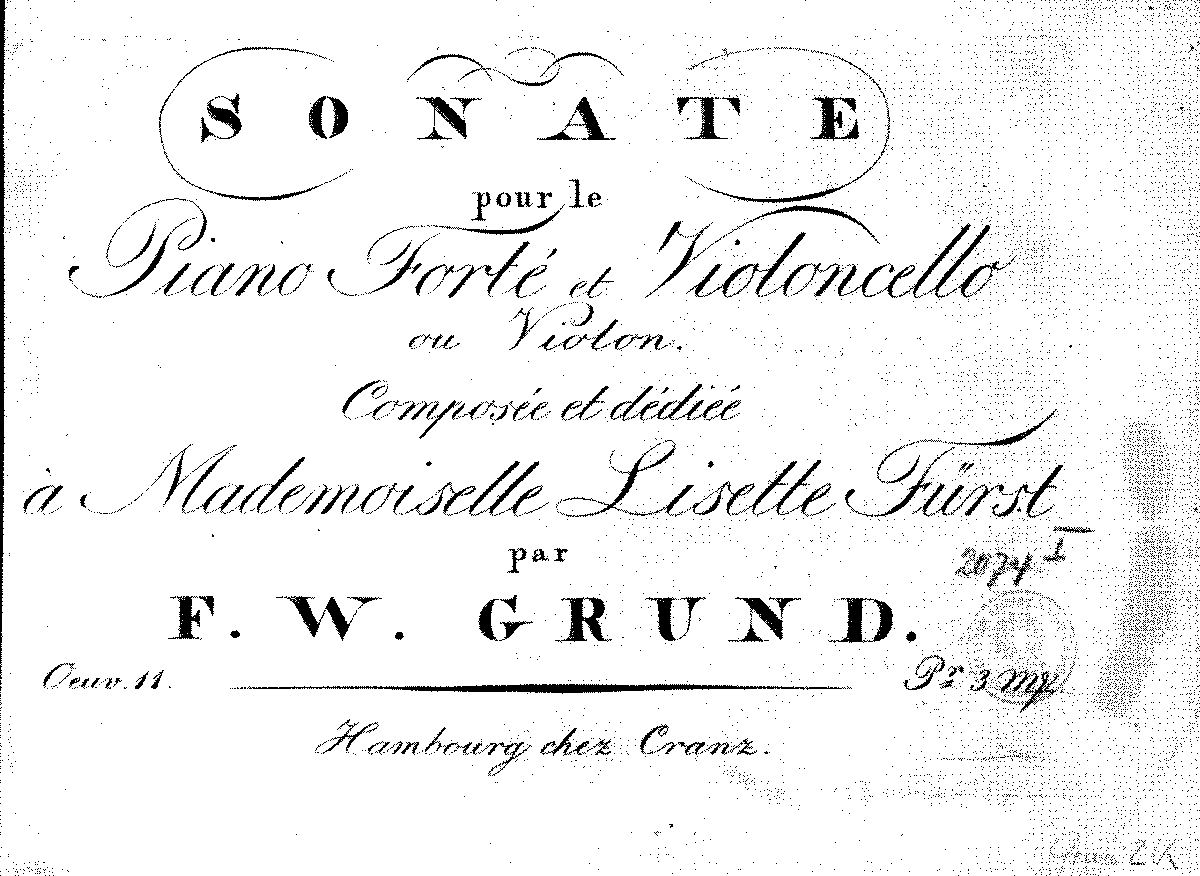
Titelblatt von Grunds Sonate pour le piano forté et violoncello ou violon, oeuv. 11, gewidmet Lisette Fürst

Der berühmteste Rechtsstreit des Levin Salomon Fürst, der im Zusammenhang mit der Beschränkung des Wohnrechts von Juden auf bestimmte Hamburger Straßen stand, währte von 1791 bis 1801 und kam bis vor das Reichskammergericht, nachdem Fürst in diese letzte Instanz (Appellation) gegangen war. Fürst klagte unter Berufung auf die Menschen- und Bürgerrechte als Oberappellant gegen den Hamburger Senat und den Waisenhaus-Schreiber Gottfried Joachim Pacher mitsamt verschiedenen antisemitisch agierenden Nachbarn, die ursprünglich die polizeiliche Räumung seiner Wohnung und des Geschäftslokals im Hause am Schaarmarkt 75 durch entsprechenden Befehl des Prätors erwirken wollten. Fürsts Vermieter war nicht sofort gewillt, eine Kündigung auszusprechen, da er wirtschaftlichen Schaden fürchtete. Die Gegner Fürsts ließen ein umfangreiches Gutachten zum Wohnrecht von Juden verfertigen, woraufhin Fürst das Appellationsgericht anrief und Pachers vermeintliche Mitstreiter als Consorten entlarvte, die nur auf Pachers Druck hin das Räumungsgesuch an den Senat unterzeichnet hatten. Schließlich gelangte der Fall bis an das Reichskammergericht in Wetzlar, und während man dort auf den Bericht seitens des Hamburger Senats wartete, war Fürst fortgesetzt Repressalien ausgesetzt. Der Senat legte eine Frist für die Räumung auf den 17. Mai 1792 fest, was jedoch durch Eingreifen des Hamburger Bürgermeisters Sienen, der mit der Familie Fürsts bekannt und einer seiner wichtigsten Fürsprecher war, um eine Woche verlängert wurde. Fürst schilderte seine Bedrängnis in einem Schreiben an seinen Prokurator Caspar Friedrich von Hofmann: „Das Schreckliche meiner Lage läßt sich nur empfinden, nicht beschreiben, meine Frau von der Last des Kummers überwältigt, liegt gefährlich krank darnieder, meine eigenen Sinne werden so zerrüttet, daß ich fast zu meinen Geschäften untüchtig gemacht werde...“

Auf Initiative Hofmanns verbot das Reichskammergericht nun mit einer rechtzeitigen Temporal-Inhibition, Fürst während des Prozesses weiter zu drangsalieren. Über die Dauer des ganzen Rechtsstreits hin konnte Fürst seinen Firmensitz am Schaarmarkt zumindest bis 1803 aufrechterhalten. Fürst hatte, neben dem erwähnten Bürgermeister Sienen, weitere bedeutende Fürsprecher. Er erfuhr Unterstützung aus dem Familienkreis des Kaufmanns John Parish und seitens des Mediziners Christoph Nicolaus Leppentin, der zunächst zu Pachers Mitklägern gehört hatte, diesen aber schon bald der Hetze beschuldigte und zugunsten Fürsts in einem Schreiben an die allgemeine Vernunft appellierte: „Ich wünsche von Herzen, daß diese Erwägungen (Freiheit und Gleichheit …) denen aufgeklärten Rechtsgelehrten, die in dem Zwist entscheiden sollen, einige Ideen der Mäßigung einflößen mögen.“

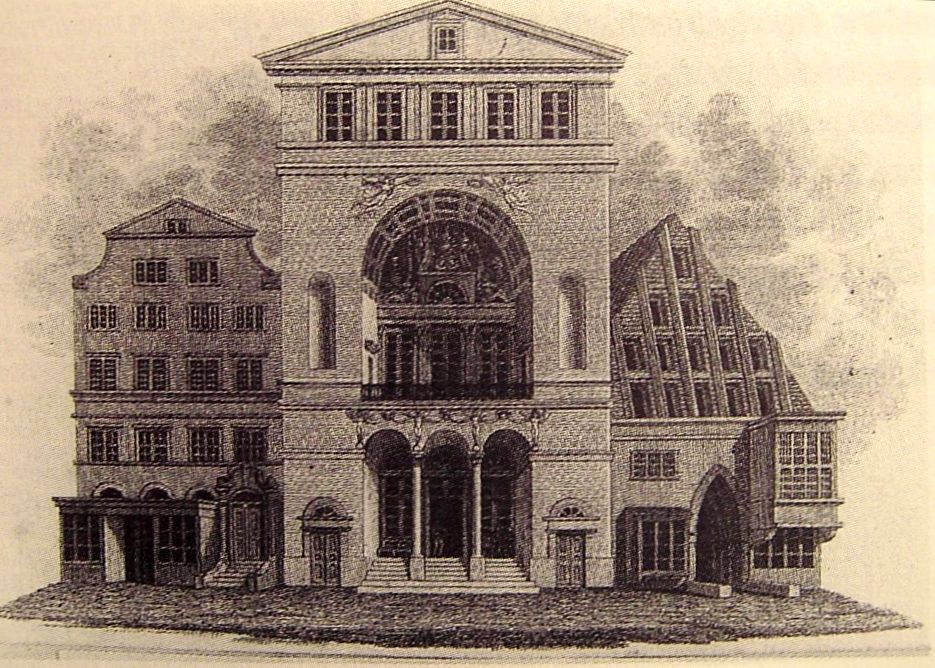
Die Börsenhalle um 1825

Wie seine Geschäftspartner, etwa Martin Joseph Haller, war Levin Salomon Fürst außerdem Kulturliebhaber und Förderer von Musikern, wie Friedrich Wilhelm Grund oder Georg Gerson, der häufig bei der Familie Fürst zu Gast war. So widmeten beide genannten Komponisten einige ihrer Stücke sowohl der Tochter Levin Salomons, Liesette Fürst (* 21. August 1798; † etwa September 1858), die Sopranistin bei einigen Konzerten war, als auch seiner ersten Ehefrau, Rose Fürst (* 1772; † April 1809). Auch Fürsts zweite Gattin Johanne Gugenheim (* 1786; † um 1854; nach Taufe unter dem Namen Johanna Auguste Fürst), eine Halbschwester seiner ersten Ehefrau Rose, trat als Sängerin in Erscheinung.

## Konversion und späteres Leben
Fürst unterlag letztendlich in seinem langjährigen Rechtsstreit und konvertierte im April 1802 in Wandsbeck mit dem neuen Taufnamen Lorenz Fürst zum Christentum, wonach er am 17. Mai 1802 den Bürgereid ablegen konnte. Auch bei der Konversion seines Freundes und Geschäftspartners Martin Joseph Haller 1805 in der Dreieinigkeitskirche in Allermöhe war Fürst als Taufpate anwesend. Nach dem Tod seiner ersten Ehefrau 1809 heiratete Fürst deren Halbschwester Johanna Auguste Gugenheim (eine Nichte von Fromet Gugenheim und Rachel Fürst, geborene Gugenheim). Zunächst schien die Familie Fürst auch trotz der Konversion noch Beerdigungen nach jüdischem Ritus vorzunehmen. So wurde am 21. Januar 1814 eine Tochter (Jungfer Röschen, Tochter eines Levin Fürst) auf dem jüdischen Friedhof in Altona bestattet.
Spätere Nachkommen hingegen, wie etwa der Sohn George Washington Fürst (1817–1911), wurden in Ottensen-Altona evangelisch getauft und heirateten in evangelische Familien, wie Willrich, von Reinken und Ramdohr, ein. Lorenz Fürst war als Mitglied der Bürgerschaft zudem etwa bis 1831 beim Hamburger Bürgermilitär.

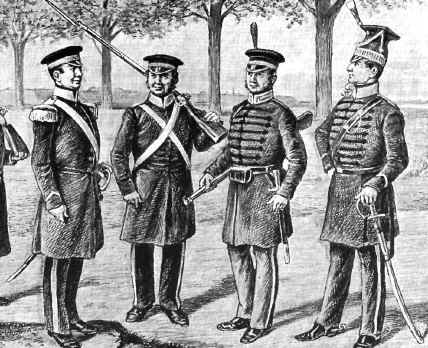
Hamburger Bürgermilitär 1830

Fürst ließ sich durch den ungünstigen Ausgang des Berufungsverfahrens 1802 nicht davon abhalten, wie schon zuvor, weiterhin energisch bei Gericht für seine Rechte zu streiten. So findet sich im Staatsarchiv Hamburg eine ganze Reihe von Prozessen, an denen er beteiligt war, so unter anderem:
- 1825–1826: Philip Benjamin Schwabe & Companie (Kläger) gegen Oberappellant Lorenz Fürst (Beklagter, Sachführer H. A. Heise), Prozessgegenstand der ersten bzw. der zweiten Instanz: Forderung aus Bürgerschaft in Höhe von 500 Bancomark; Aufhebung der Obergerichts-Entscheidung; Rückverweisung an Handelsgericht (Signatur 211-3_H I 265)
- 1831: Lorenz Fürst als Oberappellant und Beklagter gegen Johann Hinrich Mählmann (Kläger), Prozessgegenstand der ersten und der zweiten Instanz: Herausgabe einer Bürgermilitär-Uniform, von Handelsbüchern und Handlungspapieren (Signatur 211-3_H I 539)[23]
- 1847–48: Rechtssache des Kaufmannes Lorenz Fürst gegen den Agenten Bloch (Signatur 132-5/1_E 14)
- 1849: Lorenz Fürst führt erfolglos Beschwerde über die Redaktion der Hamburger Nachrichten wegen Ablehnung des Drucks eines Artikels (Signatur 131-1 I_33 F 248)[24]

Lorenz Levin Salomon Fürst blieb zeitlebens in Hamburg ansässig, wohnte 1845 ausserhalb d. Berliner Thors auf dem Burgfelde No. 154, bei der Baumschule, 1848 in St. Georg, Beim Berliner Thor No. 10 und verstarb 1849. Seine Witwe wohnte weiterhin in Hamburg, so im Jahre 1853 in St. Georg, Steindamm, und 1854 Beim Berliner Thor No. 15.